# Willy Strzelewicz
Willy Strzelewicz (* 23. Oktober 1905 in Berlin; † 25. Oktober 1986) war ein deutscher Sozial- und Erziehungswissenschaftler, der sich in der ersten Phase seines akademischen Wirkens mit der Bedeutung der Menschenrechte für das demokratische Gemeinwesen befasste und in seiner zweiten Schaffensphase zum Pionier der akademischen Erwachsenenbildung in der Bundesrepublik Deutschland wurde.

## Leben
Strzelewicz studierte Soziologie, Philosophie und Psychologie an der Technischen Hochschule Dresden, der Universität Wien, der Universität Berlin und schließlich der Universität Frankfurt am Main, wo er 1931 Fach Soziologie promoviert und Mitglied des Instituts für Sozialforschung wurde. Sein Doktorvater war Max Horkheimer. Seine weiteren akademische Lehrer waren Paul Tillich, Max Wertheimer und Karl Mannheim. Während dieser Zeit war er auch Mitglied der KPD und Vorsitzender der Frankfurter Kommunistischen Studentenfraktion (KoStuFra).
1933 emigrierte Strzelewicz aus dem nationalsozialistischen Deutschland nach Prag und schloss sich dort dem Kreis um Hans Jaeger und Fritz Max Cahén sowie der von diesen unterstützten Volkssozialistischen Bewegung an. Vom „weltvergessenen Marxismus“ des Instituts für Sozialforschung hatte er sich da längst abgewandt.
1938  floh er über Polen, Estland und Island nach  Norwegen und 1940 schließlich nach Schweden. Dort wurde er zeitweilig interniert, war Mitglied des  SPD-Lagerkomitees und näherte sich mehr und mehr dem Demokratischen Sozialismus an. Um 1944 war er Mitbegründer des Arbeitskreises demokratischer Deutscher, ab 1945  Redaktionsmitglied der Sozialistischen Tribüne in Stockholm. Strzelewicz erhielt ein Forschungsstipendium der Universität Stockholm und erwarb dort 1951 das Lizenziat für Philosophie.
1955 kehrte Strzelewicz nach Deutschland zurück, um im Auftrage des niedersächsischen Kultusministers die universitäre Erwachsenenbildung an der Universität Göttingen aufzubauen. Bald darauf leitete er die von ihm mitbegründete Pädagogische Arbeitsstelle des deutschen Volkshochschulverbandes in Frankfurt am Main. Seit 1960 wirkte Strzelewicz als Hochschullehrer, anfangs als ordentlicher Professor für Soziologie an der Pädagogischen Hochschule Hannover, seit 1968 zudem als Honorarprofessor an der Technischen Hochschule Hannover.

## Schriften (Auswahl)
- Die Menschenrechte in einem neuen Deutschland, Stockholm: Stockholmer Arbeitskreis Demokratischer Deutscher, 1944
- Der Kampf um die Menschenrechte, Hamburg: Phönix-Verlag, 1947 (zweite Auflage mit einem Nachwort von Herbert Wehner, Hamburg: Christen, 1948; 1968 und 1969 erweiterte Neuausgaben)
- Demokratisierung und Erwachsenenbildung, Braunschweig: Westermann, 1973, ISBN 3-14-167114-1
- Wissenschaft, Bildung und Politik, Braunschweig: Westermann, 1980, ISBN 3-14-167205-9.